# Palos de la Frontera (Madrid)
|  | Aquest article tracta sobre barri de Madrid. Si cerqueu municipi andalús, vegeu «Palos de la Frontera». |

Palos de la Frontera és un barri administratiu al nord del districte d'Arganzuela, a Madrid. Té forma trapezoïdal, i està delimitat pels carrers Méndez Álvaro (que forma el límit est), Bustamante, Ferrocarril (una prolongació de l'altra, que forma el límit sud), Embajadores (oest), Glorieta de Embajadores (vèrtex nord-oest), Ronda d'Atocha (límit nord) i Plaça de l'Emperador Carlos V (vèrtex nord-est).
El barri fou definit como tal en 1971. Pren el seu nom de l'estació de metro anomenada originalment de l'errònia forma «Palos de Moguer» i inaugurada en 1947 (que alhora va prendre el seu nom del carrer homònim traçat a la fi del segle XIX). Com que «Palos de Moguer» és un topònim erroni i inexistent jurídicament i documental, per a referir-se a la localitat onubense de Palos de la Frontera, el carrer canvià el seu nom en 1979 i set anys després ho va fer l'estació. Tanmateix, la decisió de canviar el nom del carrer per part de l'ajuntament no es va veure acompanyada amb un canvi idèntic pel que fa al nom del barri. L'ajuntament de Palos de la Frontera s'ha dirigit en 2004 i 2007 al de Madrid perquè canviï la denominació del barri, ajustant-la al del carrer i estació de metro, corregides en el seu moment. El 2018 el districte d'Arganzuela va iniciar els tràmits per canviar l'errònia denominació per la correcta «Palos de la Frontera», rebent el suport unànime dels grups del districte per realitzar aquest canvi. Ja, el 2021, l'ajuntament madrileny va iniciar el procediment pertinent per a aquest canvi, i va convocar una consulta popular per conèixer el parer dels veïns, sent el resultat d'aquesta consulta favorable al canvi proposat. El 7 d'octubre de 2022, es va fer oficial el canvi una vegada va ser publicat al Butlletí Oficial de l'Ajuntament de Madrid (BOAM).